# Bye bye chaperon rouge
Pour plus de détails, voir Fiche technique et Distribution.
Bye bye chaperon rouge est un film québéco-hongrois réalisé par Márta Mészáros, sorti en 1989 et mettant en vedette Fanny Lauzier.
Le film est une adaptation du conte Le Petit Chaperon rouge. Il fait partie de la série de films pour la jeunesse Contes pour tous produits par Rock Demers. (Conte pour tous #9)

## Synopsis
Depuis le départ de son père du domicile familial alors qu'elle n'avait que quatre ans, Fanny vit avec sa mère en pleine forêt. Maintenant âgée de 12 ans, elle visite régulièrement sa grand-mère qui habite aussi dans la forêt, tout comme son arrière-grand-mère. Un jour, en route vers chez sa grand-mère, elle découvre un arbre magique. Elle y aborde un loup qui lui semble doux et gentil et qui lui parle et l'invite à le suivre dans un nouveau chemin vers sa grand-mère. Mais, en chemin, un coup de feu fait fuir le loup. Perdue, Fanny rencontre un ornithologue qui la remet sur le bon chemin. Par la suite, celle-ci se demande si celui-ci n'est pas son père. Elle fait ensuite la rencontre avec Nicolas, un garçon venu faire du camping avec ses camarades de classe. Elle lui explique que c'est sa mère météorologue et sa grand-mère qui lui enseignent les différentes matières, tandis que son arrière-grand-mère lui enseigne les secrets.

## Fiche technique
Sources : IMDb et Films du Québec
- Titre original : Bye bye chaperon rouge
- Titre en hongrois : Piroska és a farkas
- Titre de travail : Le Petit Chaperon rouge an 2000
- Réalisation : Márta Mészáros
- Scénario : Márta Mészáros, Éva Pataki (hu)
- Musique : Zsolt Döme (hu)
- Direction artistique : Violette Daneau
- Costumes : Fanni Kemenes (hu)
- Maquillage : Ágnes Petrovics
- Coiffure : László Albert
- Photographie : Thomas Vámos (en)
- Son : István Sipos (hu), Éva Kármentõ, Michel Descombes
- Montage : Louise Côté
- Production : Rock Demers, Gábor Hanák (hu)
- Société de production : Les Productions La Fête
- Sociétés de distribution : Attraction Distribution, Cinéma Plus
- Budget : 2,8 millions $ CA
- Pays de production :  Canada,  Hongrie
- Tournage : du 22 octobre au 19 décembre 1987 en Hongrie, du 16 au 19 janvier 1988 à Montréal
- Langue originale : français
- Format : couleur
- Genre : film pour enfants, film fantastique
- Durée : 94 minutes
- Dates de sortie :
  - Hongrie : 7 février 1989 (première mondiale lors de la Semaine du film hongrois)
  - Canada : 
    - 14 octobre 1989 (première canadienne au Festival international du film de Vancouver)
    - 6 décembre 1989 (première québécoise au cinéma Impérial à Montréal)
    - 15 décembre 1989 (sortie en salle au Québec)
- Classification :
  - Québec : Visa général[2]

## Distribution
- Fanny Lauzier : Fanny
- Margit Makay : l'arrière grand-mère
- Pamela Collyer : la mère
- Jan Nowicki : l'ornithologue
- Teri Tordai (en) : la grand-mère
- Dávid Vermes : Nicolas
- Anna Błażejczak : professeure
- Theresa Hart : Fanny 4 ans